# نئوروکینین ان
نئوروکینین ان (به انگلیسی: Neuromedin N) با فرمول شیمیایی C38H63N7O8 یک ترکیب شیمیایی با شناسه پاب‌کم 3025353 است. که جرم مولی آن ۷۴۵٫۹۴۹ گرم بر مول می‌باشد. 